# Ärholmen

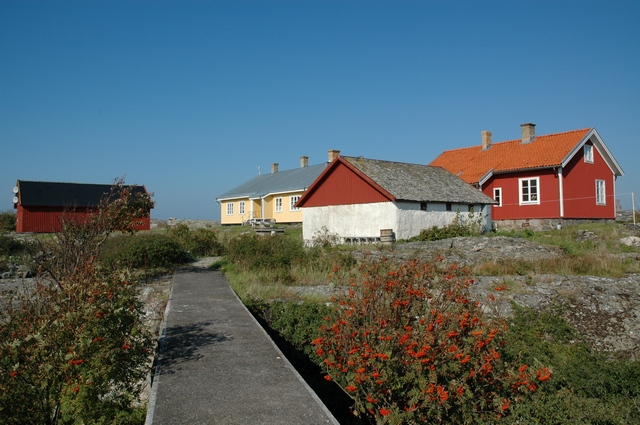
Ärholmens gasstation.

Ärholmen är en holme strax sydväst om Marstrand.
På ön hade Lotsverket, senare Sjöfartsverket, från 1918 till 1965 en gasstation för tillverkning av acetylengas och laddning av gasbehållare för alla agafyrar efter Sveriges västkust.